# Mi menor
La tonalidad de mi menor (que en el sistema europeo se abrevia Mim y en el sistema americano, Em) consiste en la escala menor de mi, y contiene las notas mi, fa sostenido, sol, la, si, do, re y mi.
Su armadura de clave contiene un solo sostenido.
Su tonalidad relativa es sol mayor, y su tonalidad homónima es mi mayor.
Las alteraciones para las versiones melódicas y armónicas son escritas si son necesarias.

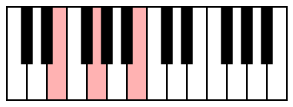
El acorde de tríada: Mi - Sol - Si.

## Usos
Para instrumentos en afinación real, la tonalidad de mi menor es la más característica.
| Tonalidad   | 7 ♭       | 6 ♭        | 5 ♭       | 4 ♭       | 3 ♭       | 2 ♭       | 1 ♭      | 0        | 1 ♯       | 2 ♯      | 3 ♯       | 4 ♯       | 5 ♯        | 6 ♯       | 7 ♯       |
| Modo mayor: | do♭ mayor | sol♭ mayor | re♭ mayor | la♭ mayor | mi♭ mayor | si♭ mayor | fa mayor | do mayor | sol mayor | re mayor | la mayor  | mi mayor  | si mayor   | fa♯ mayor | do♯ mayor |
| Modo menor: | la♭ menor | mi♭ menor  | si♭ menor | fa menor  | do menor  | sol menor | re menor | la menor | mi menor  | si menor | fa♯ menor | do♯ menor | sol♯ menor | re♯ menor | la♯ menor |

## Obras clásicas famosas en esta tonalidad
- Sinfonía n.º 9 (Dvořák) - Antonín Dvořák
- Concierto para violonchelo (Elgar) - Edward Elgar
- Sinfonía n.º 4 (Brahms) - Johannes Brahms
- Concierto para piano n.º 1 (Chopin) - Frederic Chopin
- Concierto para violín (Mendelssohn) - Felix Mendelssohn
- Sonata para piano n.º 27 (Beethoven) -  Ludwig Van Beethoven